# Alessio-Bianchi
A Alessio, constituído em seus inícios como Ballan, foi uma equipa ciclista italiana existente entre 1998 e 2004.

## História da equipa

### Origem e criação
Depois do desaparecimento da estrutura Gewiss/Batik em 1997, a companhia Ballan (que já tinha sido patrocinadora da extinta formação) pôs em marcha uma nova equipa ciclista para a temporada de 1998. A nova esquadra estaria dirigida por Flavio Miozzo, quem já tinha actuado na desaparecida formação como auxiliar de Emanuele Bombini.

## Material ciclista
A equipa usou as seguintes bicicletas:
- Scapin
- De Rosa
- Bianchi

## Palmarés destacado

### Grandes Voltas
- Giro d'Italia
  - 2001: 2 etapas Pietro Caucchioli
  - 2003: 1 etapa Fabio Baldato

- Volta a Espanha
  - 2002: 2 etapas Angelo Furlan

### Outras carreiras
- Tirreno-Adriático
  - 1998: 1 etapa Gabriele Colombo
  - 2001: 2 etapas Endrio Leoni
  - 2002: 1 etapa Franco Pellizotti
  - 2003: 1 etapa Ruggero Marzoli

- Volta à Suíça
  - 1999: 1 etapa Gilberto Simoni

- Volta à Romandia
  - 2003: 1 etapa Laurent Dufaux

### Clássicas
- Paris-Roubaix
  - 2004: Magnus Bäckstedt

## Elenco

### Principais ciclistas
| - Magnus Bäckstedt (2004) - Fabio Baldato (1999, 2003-2004) - Stefano Casagranda (2000-2003) - Pietro Caucchioli (2001-2004) - Laurent Dufaux (2002-2003) - Ivan Gotti (2001-2002) | - Nicola Loda (1998-1999) - Franco Pellizotti (2001-2004) - Gilberto Simoni (1999) - Massimo Strazzer (2000) - Andrea Tafi (2004) - Matteo Tosatto (1998-1999) |

## Classificação UCI
| Ano  | Pos.      | Melhor classificação individual |
| ---- | --------- | ------------------------------- |
| 1998 | 23º       | Rodolfo Ongarato (124º)         |
| 1999 | 2º (GSII) | Gilberto Simoni (26º)           |
| 2000 | 9º (GSII) | Endrio Leoni (147º)             |
| 2001 | 1º (GSII) | Aleksandr Shefer (92º)          |
| 2002 | 14º       | Laurent Dufaux (45º)            |
| 2003 | 12º       | Fabio Baldato (53º)             |
| 2004 | 20º       | Franco Pellizotti (44º)         |